# Sophie Monk
Sophie Charlene Akland Monk (n. 14 decembrie 1979) este o cântăreață și actriță australiană. A făcut parte din formația de muzică pop australiană Bardot, după care a participat la spectacolul Popstars și și-a făcut o carieră solo odată cu lansarea albumului Calendar Girl (2003). După aceea, s-a lansat într-o carieră actoricească, jucând în filme ca Despre dragoste și alte aiureli (2006), Click - Zapând prin viață (2006), sau Sex și moarte (2007).

## Carieră

### Cariera în muzică
Cariera muzicală a Sophiei Monk a început în 1999, când a răspuns unui anunț ce căuta fete cu experiență la cântec și dans. Anunțul a fost publicat pentru emisiunea de televiziune Popstars, program care viza crearea unei formații de fete. Monk a fost aleasă membră a grupului, care a fost denumit Bardot.
La scurt timp după despărțirea formației Bardot, Sophie Monk a început cariera muzicală solo, în octombrie 2002, lansând primul său single Inside Outside, urmat, în mai 2003, de albumul intitulat Calendar Girl. Albumul a surprins de multe prin amestecul de muzică pop contemporană și muzică dance, cu interludii de operă clasică.

### Cariera în actorie
Mai târziu, a devenit și actriță și s-a stabilit la Hollywood, deși majoritatea rolurilor ei au fost relativ mici. În februarie 2006, ea a jucat în primul ei film, jucând rolul lui Andy, o fată cochetă și seducătoare în comedia americană Despre dragoste și alte aiureli. În timpul unei scene din film este o reclama lingură pentru hamburgeri Paris Hilton. Filmare a avut loc în Los Angeles, California, la sfârșitul anului 2005. În ciuda unor comentarii foarte negative, filmul a fost un succes cu mai mult de 80 milioane dolari câștig de pe lume.
În iunie 2006, ea a jucat un rol scurt de secretară cochetă în comedia Click - Zapand prin viata. În 2007, Monk a jucat rolul Cynthiei Rose în comedia neagră Sex și moarte, împreună cu actorul australian Simon Baker și actriță americană Winona Ryder. Sophie Monk a făcut prima apariție nud pe ecran.
În 2006 ea a primit rolul personajului negativ Mason Masters în filmul Nebunie de primăvară. Perioada de post-producție a acestui film s-a prelungit din cauza unor probleme de distribuție, și a fost lansat direct pe DVD în ianuarie 2009 și a primit recenzii mixte.

## Viața personală
Sophie Monk s-a născut în Anglia, dar părinții ei s-au mutat ulterior în Australia, la Gold Coast, Queensland. Monk a început o relație cu basistul trupei Good Charlotte, Benji Madden, în 2006, dar, în ianuarie 2008, mass-media a relatat că cei doi s-au despărțit. Monk a mai avut în 2009 o relație cu chirurgul plastician John Diaz, dar cei doi s-au despărțit în 2010.

## Discografie

### Albume
- Bardot (2000) (cu Bardot)
- Play It Like That (2001) (cu Bardot)
- Calendar Girl (2003)

### Singleuri
- Inside Outside (2002)
- Get the Music On (2003)
- One Breath Away (2003)

## Filmografie
Filme
| An   | Film                                                    | Rol            | Note                |
| ---- | ------------------------------------------------------- | -------------- | ------------------- |
| 1999 | Monster!                                                | prietenă #1    | film de televiziune |
| 2004 | The Mystery of Natalie Wood                             | Marilyn Monroe | film de televiziune |
| 2005 | Pool Guys                                               | Janet          | film de televiziune |
| 2005 | London                                                  | Lauren         |                     |
| 2006 | Date Movie                                              | Andy           |                     |
| 2006 | Click                                                   | Stacey         |                     |
| 2007 | Sex and Death 101                                       | Cynthia Rose   |                     |
| 2009 | Spring Breakdown                                        | Mason Masters  |                     |
| 2009 | The Hills Run Red                                       | Alexa          |                     |
| 2009 | Life Blood                                              | Brooke Anchel  |                     |
| 2010 | Hard Breakers                                           | Lindsay Greene |                     |
| 2011 | National Lampoon's 301: The Legend of Awesomest Maximus | Princess Ellen |                     |
| 2013 | Dorfman                                                 | Vronka         |                     |
| 2013 | Spring Break '83                                        | Brittney       |                     |

Televiziune
| An   | Titlu                              | Rol                            | Note                       |
| ---- | ---------------------------------- | ------------------------------ | -------------------------- |
| 2000 | Popstars                           | Ea însăși / concurent          | primul sezon, câștigător   |
| 2007 | Entourage                          | Juliette                       | Episod: „The Day Fuckers”  |
| 2010 | Getaway                            | Ea însăși / Reporter           | 6 episoade                 |
| 2011 | Talkin' 'Bout Your Generation      | Ea însăși / concurent          | 1 episod                   |
| 2012 | The Choice                         | Ea însăși / concurent          | 1 episod                   |
| 2015 | The Celebrity Apprentice Australia | Ea însăși / concurent          | patrulea sezon, câștigător |
| 2016 | Australia's Got Talent             | Ea însăși / judecător          | optulea sezon              |
| 2017 | The Bachelorette Australia         | Ea însăși / „The Bachelorette” | treilea sezon              |

Videoclipuri
| An   | Piesă    | Artist    |
| ---- | -------- | --------- |
| 2004 | „Always” | Blink-182 |